# Chasnais
Chasnais település Franciaországban, Vendée megyében. Lakosainak száma 792 fő (2022. január 1.). Chasnais La Bretonnière-la-Claye, Lairoux, Les Magnils-Reigniers, Saint-Denis-du-Payré és Triaize községekkel határos.

## Népesség
A település népességének változása:
| Lakosok száma | 713  | 724  | 746  | 728  | 729  | 735  | 757  | 767  | 792  |
|               | 2013 | 2015 | 2016 | 2017 | 2018 | 2019 | 2020 | 2021 | 2022 |